# Ichthydium
Ichthydium är ett släkte av bukhårsdjur. Ichthydium ingår i familjen Chaetonotidae.
Släktet Ichthydium indelas i:
- Ichthydium armigerum
- Ichthydium auritum
- Ichthydium balatonicum
- Ichthydium bifasciale
- Ichthydium bifurcatum
- Ichthydium brachykolon
- Ichthydium cephalobares
- Ichthydium crassum
- Ichthydium cyclocephalum
- Ichthydium dubium
- Ichthydium forcipatum
- Ichthydium forficula
- Ichthydium fossae
- Ichthydium galeatum
- Ichthydium leptum
- Ichthydium macrocapitatum
- Ichthydium macropharyngistum
- Ichthydium malleum
- Ichthydium maximum
- Ichthydium minimum
- Ichthydium monolobum
- Ichthydium montanum
- Ichthydium palustre
- Ichthydium pellucidum
- Ichthydium plicatum
- Ichthydium podura
- Ichthydium rostrum
- Ichthydium squamigerum
- Ichthydium stokesi
- Ichthydium sulcatum
- Ichthydium tanytrichum
- Ichthydium tergestinum